# カーネリアン

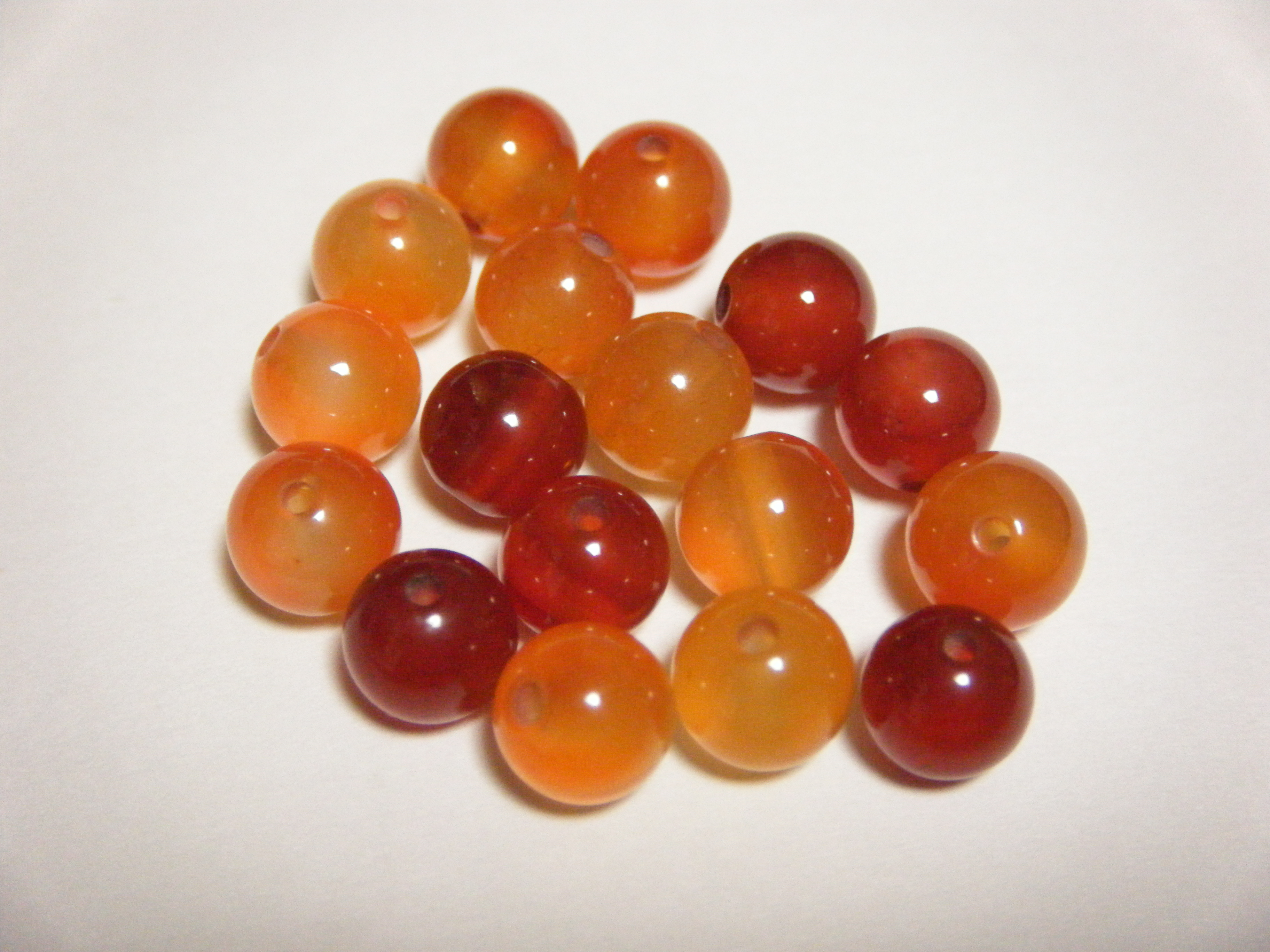
手芸用に穴のあいたカーネリアン

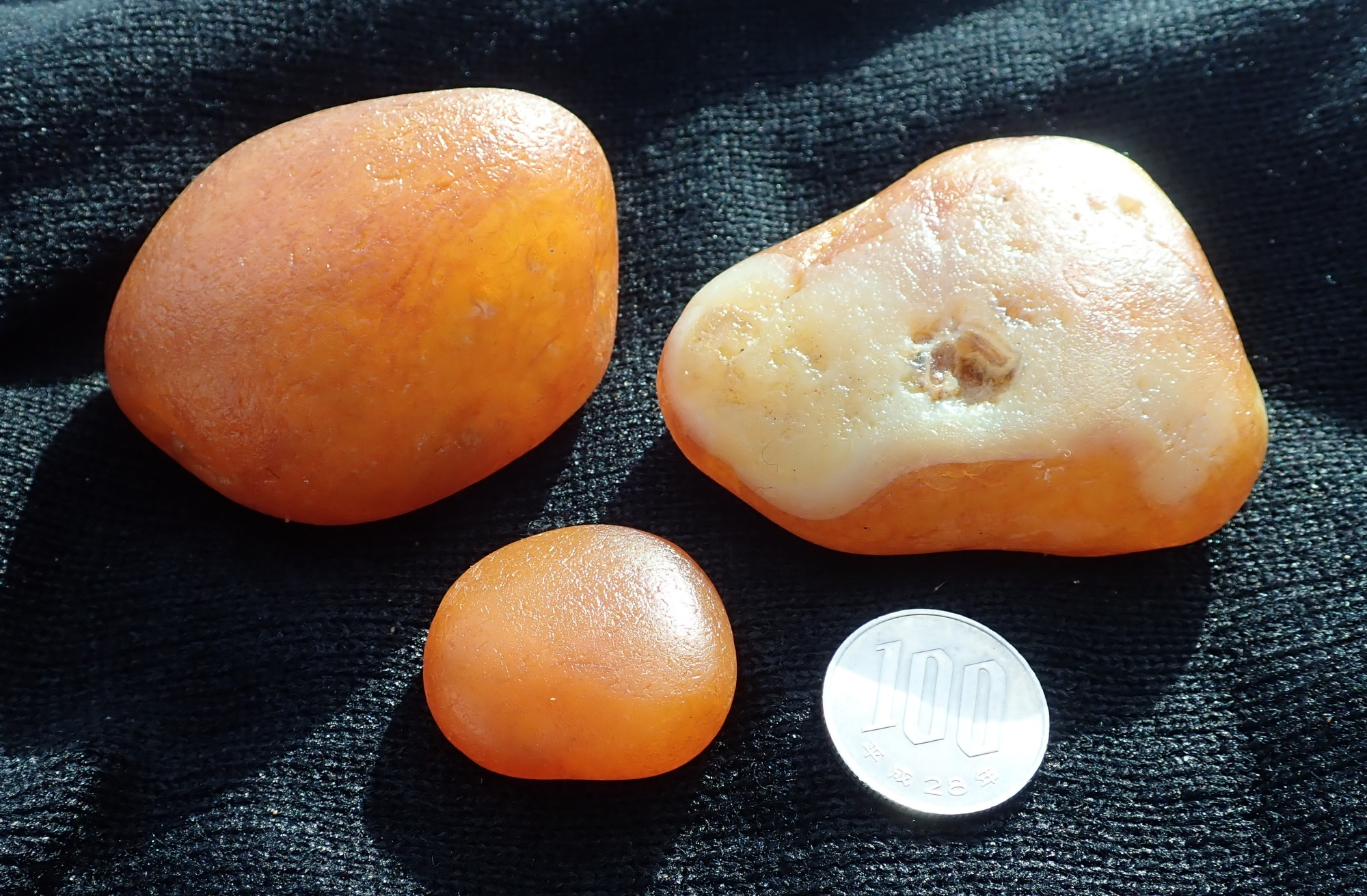
青森県の津軽半島で採取した自然に色が染み込んだ瑪瑙。

カーネリアン（carnelian）は、鉱物の一種で、玉髄（カルセドニー）の中で赤色や橙色をしており、網目模様がないもの。紅玉髄（べにぎょくずい）ともいう。網目模様があるものを瑪瑙と呼ぶ。carnelian の名は、ラテン語で「肉」を意味する carnis に由来すると言われている。

## 産出地
主な原産地はインド（グジャラート州）、ブラジル等。

## 性質・特徴
化学式は SiO2（二酸化ケイ素）。モース硬度で 6.5 - 7。比重は 2.61。

## 用途・加工法
他の玉髄などと同様、工芸品や彫刻の材料、印鑑や印章、アクセサリー等に使用されている。

## トピックス
インダス文明（ドーラビーラ）は、この鉱物を材料とするビーズを加工して繁栄をきわめたことで知られる。
カーネリアンはパワーストーンとしても有名で、活力を与える鉱物とされている。ナポレオンやマホメットもこれで印章を作らせている。